# Статут (англосаксонско право)
Статутът или мн.ч. Статутите (на латински: statutum – постановление, а в буквален превод на български: устав) е вид законодателен акт на парламентите в страните, възприели англосаксонската правна система на т.нар. общо право.
По силата на обичайното право, със статут са нарича законодателството от особено значение. По логиката на сравнителното право на статута като източник на правото, се противопоставя съдебния прецедент в системата на общото право.